# 索村 (约讷省)
索村（法語：Sceaux，法語發音：[so] ⓘ）是法国约讷省的一个旧市镇，属于阿瓦隆区。2019年，索村与邻近的4个市镇合并为新市镇吉永泰尔普莱讷。

## 地理
索村（47°30'33"N, 4°2'10"E）面积13.22 平方千米，位于法国勃艮第-弗朗什-孔泰大區约讷省，该省份为法国中北部内陆省份，西接卢瓦雷省，西北接塞纳-马恩省，南至涅夫勒省，东临科多尔省，东北与奥布省接壤。
与索村接壤的市镇（或旧市镇、城区）包括：昂日利、阿蒂、马尼、蒙雷阿勒、圣安德烈-昂泰尔普莱讷、索维尼勒布瓦、特雷维伊、屈西莱福日。
索村的时区为UTC+01:00、UTC+02:00（夏令时）。

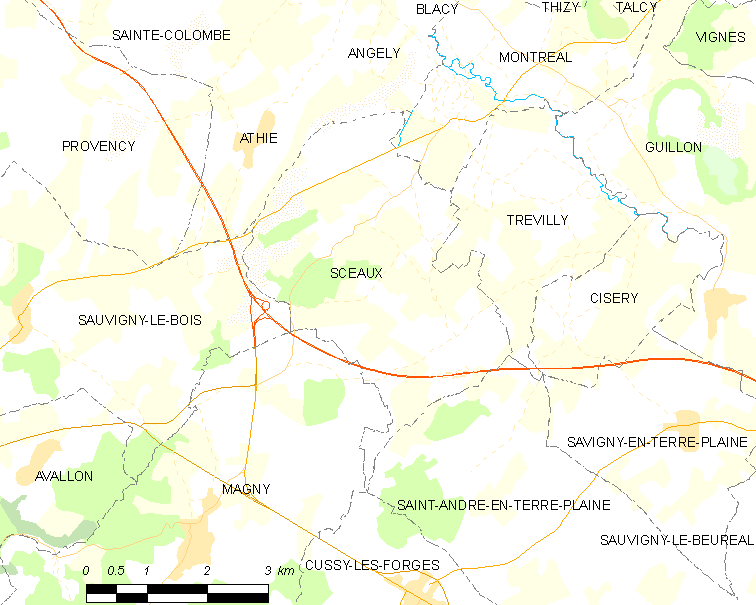
索村的OSM定位图

## 行政
索村的邮政编码为89420，INSEE市镇编码为89381。

## 政治
索村所属的省级选区为沙布利县。

## 人口

1962-2008年间索村人口变化图示

索村于2018年1月1日时的人口数量为129人。